# Пантелеимоно-Василиевская церковь (Нежин)
Пантелеимоно-Василиевская церковь в Нежине — православный трехпрестольный храм во имя святителя Василия Великого и великомученика Пантелеимона, памятник архитектуры вновь выявленный.

## История
Ранее на месте храма располагалась деревянная церковь во имя святителя Василия Великого, которая сгорела во время пожара в ночь на 14 сентября 1754 года. Вскоре после пожара старанием прихожан возле сгоревшей была построена небольшая деревянная церковь во имя великомученика Пантелеимона. Однако уже в конце 60-х годов XVIII столетия она стала, по свидетельству современников, приходить «во обветшание». Было принято решение построить новый каменный храм, на что было получено благословение Митрополита Киевского, Галицкого и всея Малыя России Арсения (Могилянского). Храм был построен на пожертвования нежинского полкового писаря Якова Максимовича Почеки «с пособием той церкви прихожан и разных доброхотов» и освящен 13 марта 1788 года. Престол в церкви был устроен один, но во имя двух святых: святителя Василия Великого и великомученика и целителя Пантелеимона.
Новый каменный трехдильный одноглавый храм был возведён по типу Богословской церкви (1751) и соборного храма Введенского женского монастыря (1778) города Нежина. Северный и южный фасады церкви выступали в виде небольших раскреповок, восточный и западный — в виде апсид. Углы их, как и стены апсиды, были выделены пилястрами с раскрепованным над ними карнизом. Фасады были увенчаны треугольными фронтонами с овальными окнами и плоскими нишами в тимпанах. Оконные проемы — полуциркульные, обрамлены плоскими выступами кладки с полукруглыми карнизами поверху. Барабан главы цилиндрический снаружи и восьмигранный изнутри. В нем размещались полуциркульные окна. В простенках между окнами, по фасадам барабана — спаренные пилястры с раскрепованным над ними карнизом. Перекрыт барабан кирпичным куполом с железной купольной кровлей, увенчанным декоративною главкою.
Со временем число прихожан увеличилось почти вдвое, поэтому настоятель иерей Федор Федорович Кушакевич выступил с инициативой пристроить к Пантелеимоно-Васильевскому храму тёплую церковь и колокольню. Средства на это богоугодное дело предоставил его родной брат золотопромышленник и меценат Андрей Фёдорович Кушакевич — основатель Нежинской женской прогимназии и мужского ремесленного училища. Строительство по проекту черниговского архитектора Фёдорова началось в 1862 году, а 17 декабря 1863 года тёплый храм с колокольней был уже освящён. В нем было дополнительно устроено еще два престола: южный — во имя иконы Божией Матери «Всех скорбящих Радость»; северный — во имя святых мучеников Андрея Стратилата и Платона. Тёплая церковь являла собой большое прямоугольное в плане помещение, перекрытое стропильными фермами пролетом 13 метров, с подвесным плоским потолком. Колокольня была построена трехъярусная: нижние два яруса в форме четверика, третий ярус — цилиндрический, с арочными проёмами для колоколов по сторонам света. Венчала колокольню баня с небольшими люкарнами и шпилем.
В 1912 году Пантелеимоно-Василиевская церковь была перестроена ещё раз. Согласно проекту черниговского губернского инженера Д. Афанасьева была разобрана западная апсида, заложены кирпичной кладкой некоторые отверстия, пол был выложен полихромной метлахской плиткой производства акционерного общества «Дзевульский и Лянге» города Опочно.
В советские времена разрешение на капитальный ремонт церковного помещения общине удалось получить только в 1983 году. Тогда старанием настоятеля протоиерея Алексея Григорьевича Покиньбороды и прихожан была произведена внутренняя роспись храма, смонтировано паровое отопление, построена сторожка и подсобные помещения, церковная территория была обнесена кирпичной оградой.